# قصر القامة
يُشير قصر القامة إلى طول الإنسان الذي يكون أقل من الطول النمُوذجيّ أو المثالي. يُعد قصر القامة نسبي. بسبب عدم الدقة، غالباً ما يكون هناك خلاف حول درجة القصر التي ينبغي على أساسها اعتبار الفرد قصير. القزامة هي حالة يكون فيها الفرد قصير جداً، غالباً سببها طبي.
في المجال الطبي، يُعرَّف قصر القامة على أنه طول البالغين الذي يكون أكثر من انحرافين معياريين أقل من متوسط السكان بالنسبة للعمر والجنس، وهو ما يتوافق مع أقصر 2.3% من الأفراد في تلك المجموعة السكانية. يبلغ متوسط الطول المثالي أو النموذجيّ للشخص البالغ في البلدان المتقدمة (كما تُشير الإحصائيات الوفيرة على نطاق واسع في هذه البلدان) حوالي 178 سنتيمتر (5 أقدام 10 بوصات) للرجال و 165 سنتيمتر (5 أقدام 5 بوصات) للنساء.

## انتشار قصر القامة
سجلت المملكة العربية السعودية نسبة عالية نسبياً من قصر القامة. إذ وجدت الدراسة عند الصبيان انتشاراً بنسبة 11.3٪ عند الأطفال و 1.8٪ عند المراهقين. أما عند الفتيات، وجد انتشار قصر القامة بنسبة 10.5٪ عند الطفلات و 1.2٪ عند المراهقات. بينما، وجد الباحثون أن معدل انتشار قصر القامة في الأردن كان 4.9٪.

### قصر القامة المرتبط بالجنس
أظهرت دراسة رجعية في جنوب الصين اختلافاً في تواتر الحالات المبلغ عنها في المستشفيات. إذ تم قبول الصبيان أكثر من البنات. قد يكون هذا بسبب ارتفاع معدل انتشار الضغوط الاجتماعية والتوقعات من الذكور مقارنة بالإناث.
وبالمقابل، وجد أن معدل الانتشار في الأرجنتين أعلى إحصائياً في الإناث (16.4٪) مقارنةً بالذكور (8.4٪). ارتبط قصر القامة عند الإناث بالعمر والوزن والسمنة في منطقة البطن.

## تأثير قصر القامة على الحالة النفسية
أظهرت العديد من الدراسات أن طول القامة تساعد في تحديد شخصية الفرد. أثناء اختيار الشركاء للزواج، يلعب طول القامة دوراً مهماً، إذ يُفضل الأفراد ذوو القامة الطويلة في الغالب. أيضاً، دائماً ما يتم التقليل من شأن الأفراد ذوي القامة القصيرة من قبل أقرانهم وعائلاتهم، في المدارس، الكليات، وفي مكان العمل. وغالباً ما يتعرضون للمضايقة، مما يؤدي إلى العزلة الاجتماعية، وبالتالي يكونون أكثر عرضة للإصابة بالضغط النفسي الاجتماعي، خاصة خلال فترة المراهقة. كما يواجهون صعوبات في الأكاديميات، العلاقات الأسرية، العلاقات الاجتماعية، وبيئة العمل وما إلى ذلك.

## الأسباب
ينجم قصر القامة عند الأطفال واليافعين تقريباً دائماً عن نمو أقل من معدل النمو في الطفولة، بينما يحدث قصر القامة عند البالغين المسنين عادةً بسبب فقدان الطول الناتج عن حدب العمود الفقري أو انهدام الفقرات بسبب هشاشة العظام.
يتم تحديد نضج الهيكل العظمي عادةً عبر العمر العظمي، الذي يُقيَّم باستخدام الصورة الشعاعية البسيطة الأمامية الخلفية لليد اليسرى والمعصم. الأسباب الأكثر شيوعاً لقصر القامة في الطفولة هي تأخر النمو البنيوي و قصر القامة العائلي.
تقسم أسباب قصر القامة إلى أربعة أسباب رئيسية:

### وراثياً
يتم تحديد طول الشخص من خلال تركيبته الجينية. إذا كان أي من الوالدين قصير القامة، فهناك احتمال أكبر أن يكون أطفالهم أيضاً قصار القامة. لكن قصر القامة الوراثي لا يشخص إلا في حال عدم وجود سبب طبي أساسي. وقد سمي بقصر القامة العائلي (FSS). هؤلاء الأفراد لديهم معدل نمو طبيعي وليس لديهم تأخر في العمر العظمي. تشمل السمات المميزة لقصر القامة العائلي أن العمر العظمي مناسب للعمر الزمني، سرعة النمو طبيعية، وطول البالغ النهائي المتوقع مناسب للنمط العائلي (باستخدام مخططات النمو Bayley-Pinneau أو Tanner-Goldstein-Whitehouse).

### تأخير النمو البنيوي
قد يكون معدل النمو لدى هؤلاء الأفراد بطيئاً أو طبيعياً. حيث ينمو الأطفال في وقت متأخر عن غيرهم (أي لديهم تأخر في العمر العظمي). يتأخر نموهم بالنسبة لسنهم ويدخلون سن البلوغ في سن متأخرة عن غيرهم. ومع ذلك، يكون لديهم طول طبيعي نسبياً في مرحلة البلوغ. قد تشمل أسباب ذلك سوء التغذية أثناء فترة الحمل والطفولة المبكرة أو قد تكون وراثية. سوء التغذية هو أحد العوامل المؤثرة على وتيرة النمو وتطور العظام، والتي قد تزيد من تفاقم قصر القامة لدى الفرد المهيأ وراثياً. إلى جانب سوء التغذية، تلعب المورثات دوراً حاسماً في تحديد سرعة النمو. هؤلاء الأفراد قد يصنفون مع تأخر النمو والبلوغ البنيوي (CDGA).

### البلوغ الباكر
قد ينتج قصر القامة أيضاً عن البلوغ الباكر للطفل. هناك أسباب مختلفة للبلوغ الباكر، بما في ذلك التطور الباكر للمبيضين أو الغدة الكظرية أو الغدة النخامية، واضطرابات الجهاز العصبي المركزي، والتاريخ العائلي للمرض، مما يدل على طبيعة وراثية.

### أسباب طبية
يمكن أن تتسبب عدة أسباب طبية في قصر القامة. وتشمل الأمراض والاضطرابات، وأهمها نقص الهرمونات.
- اضطراب الغدد الصماء: السبب الطبي الرئيسي لقصر القامة هو عوز هرمون النمو (GHD). يحفز الهرمون المطلق لهرمون النمو (GHRH) المفرز من الوطاء إنتاج وإفراز هرمون النمو (GH) من الغدة النخامية الأمامية. تعمل هرمونات النمو هذه على الكبد والأنسجة الأخرى وتحفز إفراز عامل النمو الشبيه بالأنسولين -1 (IGF-1)، الذي يؤثر على العظام ويعزز التعظم الغضروفي. وجد باجاني وزملاؤه (2017) ارتباطاً إيجابياً بين IGF-1 وطول القامة، إذ كانت مستويات IGF-1 منخفضة في الأفراد ذوي القامة القصيرة.[17] من الأسباب الهرمونية الأخرى لقصر القامة هو نقص الأندروجين، مما يؤدي إلى نقص بناء العظام وتطورها.

- الاضطرابات الوراثية: تؤثر الاضطرابات الوراثية المختلفة على النمو، بما في ذلك متلازمة داون، متلازمة تيرنر، متلازمة 3M، متلازمة نونان، متلازمة برادر ويلي، متلازمة آرسكوغ، متلازمة سيلفر راسل.[18][19][20] تؤثر هذه الاضطرابات الوراثية على نمو الفرد، مما يؤدي إلى قصر القامة. كما أنها ترتبط باضطرابات هرمونية، التي قد تظهر على شكل قصور مبيضي، بطء نمو، عدم حدوث قفزات النمو، اضطرابات طمثية.

- أمراض العظام: تؤثر أمراض العظام على نمو العظام، وبالتالي على طول قامة الشخص. تشمل هذه الأمراض الودانة (التقزم قصير الأطراف)، وخلل التنسج الضموري (التقزم قصير الأطراف)، وخلل التنسج المشاشي (تقزم قصير الجذع)، والكساح، خلل التنسج الهيكلي الوراثي -المعروف أيضاً خلل التنسج العظمي الغضروفي- كقصر قامة بقصر الأطراف غير المتجانس.[21][22][23]

- الاضطرابات المزمنة: تؤثر الاضطرابات المزمنة أيضاً على النمو العام للشخص، بما في ذلك القامة. تشمل هذه الاضطرابات التليف الكيسي، داء كرون، التهاب المفاصل الشبابي مجهول السبب (JIA)، فقر الدم، القصور الكلوي المزمن، وأمراض الأمعاء الالتهابية، وما إلى ذلك.
- الملوثات البيئية: أظهرت الدراسات أن التعرض للملوثات البيئية مثل الرصاص والكادميوم وسداسي كلور البنزين (HCB)، ثنائي الفينيل متعدد الكلور (PCB) بنقص طول القامة.[24][25]
- الضغط النفسي الاجتماعي: يقول الدكتور باتيل: "الإجهاد النفسي والاجتماعي، التعرض للعنف بسبب الحرب أو المجاعة أو مجرد التواجد في بيئة منزلية سيئة، يمكن أن تعرض الأطفال لضغوط نفسية اجتماعية تمنعهم من النمو بشكل صحيح". "يمكن عكس ذلك بمجرد إزالتها من البيئة المجهدة."[26]

عندما يكون السبب غير معروف، يطلق عليه قصر القامة مجهول السبب.

## التقييم
يتضمن الفحص الطبي لتشخيص قصر القامة مجموعة من الاختبارات البيوكيميائية والشعاعية التي ترتبط بالمظاهر السريرية. تشمل:
- الفحوصات الطبية: تعد الفحوصات الطبية مطلوبة لتأكيد التشخيص. تتضمن التقييم الغذائي، تقييم هرمون النمو، مستوى عامل النمو الشبيه بالأنسولين -1 في الدم، وتعداد الدم الكامل. تشمل الاستقصاءات الإضافية الأشعة السينية لتقدير وربط العمر العظمي بالعمر الزمني. عادة، يتم تقييم صورة الأشعة السينية للمعصم واليد اليسرى باستخدام طريقة Greulich-Pyle لتقدير العمر العظمي.[28]

- الأعراض الأخرى: يجب تقييم المظاهر السريرية المرتبطة بالاضطرابات الوراثية والتغذوية، للمساعدة في تحديد السبب الأساسي.

## العلاج
يجب أن يوجه علاج قصر القامة إلى علاج السبب الأساسي لقصر القامة. تعتمد نتائج العلاج على سبب قصر القامة، ولكنها عادةً ما تكون زيادة في الطول النهائي حوالي 5 إلى 10 سنتيمترات عن المتوقع.
تتوفر اليوم العديد من العلاجات الهرمونية لتعويض العوز الهرموني الذي أدى لقصر القامة ويجب وصفها في أسرع وقت ممكن. إذ أنها تعالج السبب الأساسي وتمنع تطور قصر القامة وتمنع آثاره النفسية والاجتماعية. تشمل معالجة عوز هرمون النمو وتأخر النمو البنيوي بناهضات الهرمون المطلق لموجهة الغدد التناسلية (GnRHa)، مثبطات الأروماتاز، عامل النمو شبيه الأنسولين البشري المأشوب -1 (RhIGF-1)، العلاج بالأندروجين بجرعة منخفضة، وهرمون النمو البشري المأشوب (rhGH)، وغيرها من الهرمونات.
- يتم العلاج بناهضات الهرمون المطلق لموجهة الغدد التناسلية (GnRHa) في حالة تطور بلوغ مبكر. إذ أن العلاج يؤخر نضج العظام واندماج الصفائح المشاشية.[16] كما أنه يؤثر على سرعة النمو.
- ثبت أن العلاج بجرعة منخفضة من الأندروجين، الذي يُعطى للذكور في فترة ما قبل البلوغ، يزيد من إمكانات النمو ولكن ليس له تأثير إيجابي على طول القامة.[29]

- اُستخدم عامل النمو الشبيه بالأنسولين البشري المأشوب -1 (RhIGF-1) في علاج الأطفال المصابين بعوزه.[30]

- تعمل مثبطات الأروماتاز على إعاقة عمل الأروماتاز، وهو إنزيم يحول الأندروجين إلى الإستروجين، وبالتالي يؤخر البلوغ. اقترحت الدراسات أنه يؤخر نضج العظام ويزيد طول القامة.[16]
- وجد أن الببتيد المدر للصوديوم C المأشوب (CNP) يزيد سرعة النمو حتى 42 شهر عند الأطفال المصابين بالودانة.[30]

بالإضافة إلى علاج السبب الأساسي، يجب على الأفراد الذين يعانون من الضغط النفسي الاجتماعي بسبب قصر قامتهم تلقي المشورة النفسية والاجتماعية لاكتساب آليات التكيف.

### تكلفة العلاج
تعتمد تكلفة العلاج على نوع العلاج المستخدم ومدة استخدامه. مثلاً تعتمد تكلفة العلاج بهرمون النمو على كمية هرمون النمو المأشوب المعطى، والذي يعتمد بدوره على وزن الطفل وعمره. عادة ما تكلف الأدوية لمدة عام حوالي 20000 دولار أمريكي للطفل الصغير وأكثر من 50000 دولار للمراهق. وعادة ما يتم العلاج بهذه الأدوية لمدة خمس سنوات أو أكثر.

## الوقاية
يمكن أن يؤدي التشخيص والعلاج المبكر للحالات التي يمكن الوقاية منها إلى تحسين الحالة بشكل ملحوظ وتسريع النمو لمواكبة أقرانهم. مثل ليونيل ميسي، الذي يُعتبر أحد أعظم لاعبي كرة القدم، خضع لعلاج نقص هرمون النمو بنجاح. في حين أن الإنذار لدى الأفراد الذين وصلوا للنضج الهيكلي سيئ للغاية.

## تاريخياً
خلال الحرب العالمية الأولى في بريطانيا، كان الحد الأدنى لطول الجنود 160 سم. وهكذا مُنع آلاف الرجال تحت هذا الطول من القتال في الحرب. ونتيجة للضغط للسماح لهم بالدخول، إذ أُنشأت "كتائب بانتام" خاصة تتكون من رجال يبلغ طولهم 147 سم إلى 160 سم. بحلول نهاية الحرب، كان هناك 29 كتيبة بانتام قوام كل منها حوالي 1000 رجل.

## الروابط الخارجية
- Short Stature